# جایزه بزرگ آلمان ۱۹۹۰
جایزه بزرگ آلمان ۱۹۹۰ (انگلیسی: ‎1990 German Grand Prix‎) یک مسابقهٔ موتوری در رشتهٔ اتومبیل‌رانی فرمول یک بود که در تاریخ ۲۹ ژوئیه ۱۹۹۰ در هوکنهایمرینگ واقع در نزدیکی هایدلبرگ، آلمان غربی برگزار شد. این گراند پری در میان ۱۶ گراند پری در فصل ۱۹۹۰، مسابقهٔ شمارهٔ ۹ بود.
در این مسابقه که در ۴۵ دور و به مسافت ۳۰۶٫۰۹۰ کیلومتر (۱۹۰٫۱۹۶ مایل) برگزار شد، پول پوزیشن توسط آیرتون سنا کسب شد و سریع‌ترین زمان برای طی یک دور پیست که برابر با ۱:۴۵٫۶۰۲ بود نیز توسط تیری بوتسن به ثبت رسید.
آیرتون سنا از تیم مک‌لارن-هوندا، آلساندرو نانینی از تیم بنتون-فورد و گرهارد برگر از تیم مک‌لارن-هوندا به‌ترتیب مقام‌های اول تا سوم مسابقه را کسب کردند.

## رده‌بندی قهرمانی پس از مسابقه
| جایگاه | راننده      | امتیاز |
| ------ | ----------- | ------ |
| ۱      | آیرتون سنا  | ۴۸     |
| ۲      | آلن پروست   | ۴۴     |
| ۳      | گرهارد برگر | ۲۹     |
| ۴      | تیری بوتسن  | ۱۸     |
| ۵      | نلسون پیکه  | ۱۸     |
| منبع:  |             |        |

| جایگاه | سازنده       | امتیاز |
| ------ | ------------ | ------ |
| ۱      | مک‌لارن-هوندا | ۷۷     |
| ۲      | فراری        | ۵۷     |
| ۳      | بنتون-فورد   | ۳۱     |
| ۴      | ویلیامز-رنو  | ۳۰     |
| ۵      | تایرل-فورد   | ۱۴     |
| منبع:  |              |        |

یادداشت
- تنها پنج جایگاه نخست از هر رده‌بندی نمایش داده شده‌است.